# Tanja May (Sängerin)
Tanja May (* 22. Februar 1947 in Mönchengladbach) ist eine deutsche Schlagersängerin.

## Leben
Sie absolvierte nach der Schule eine Ausbildung zur Dolmetscherin. In den 1960er Jahren wurde sie als Sängerin entdeckt und bereits 1966 bewarb sie sich bei den Deutschen Schlager-Festspielen, kam mit ihrem Titel Das Wunder der Liebe jedoch nicht in das Finale. 
In den siebziger und achtziger Jahren folgten noch weitere, musikalisch am Stil des Swing orientierte Schlager. Einer ihrer größeren Erfolge war 1973 Halt mal die Sonne an. Mit Tanz doch mal einen Tango mit mir war sie 1976 zwei Wochen in der deutschen Airplay-Hitparade vertreten und erreichte am 15. Dezember Position 36, mit Mal etwas Beat, mal etwas Swing gehörte sie 1977 vier Wochen dazu und erreichte am 20. März Position 37. Sie hat ihre Karriere beendet.

## Singles
- Das Wunder der Liebe (1966)

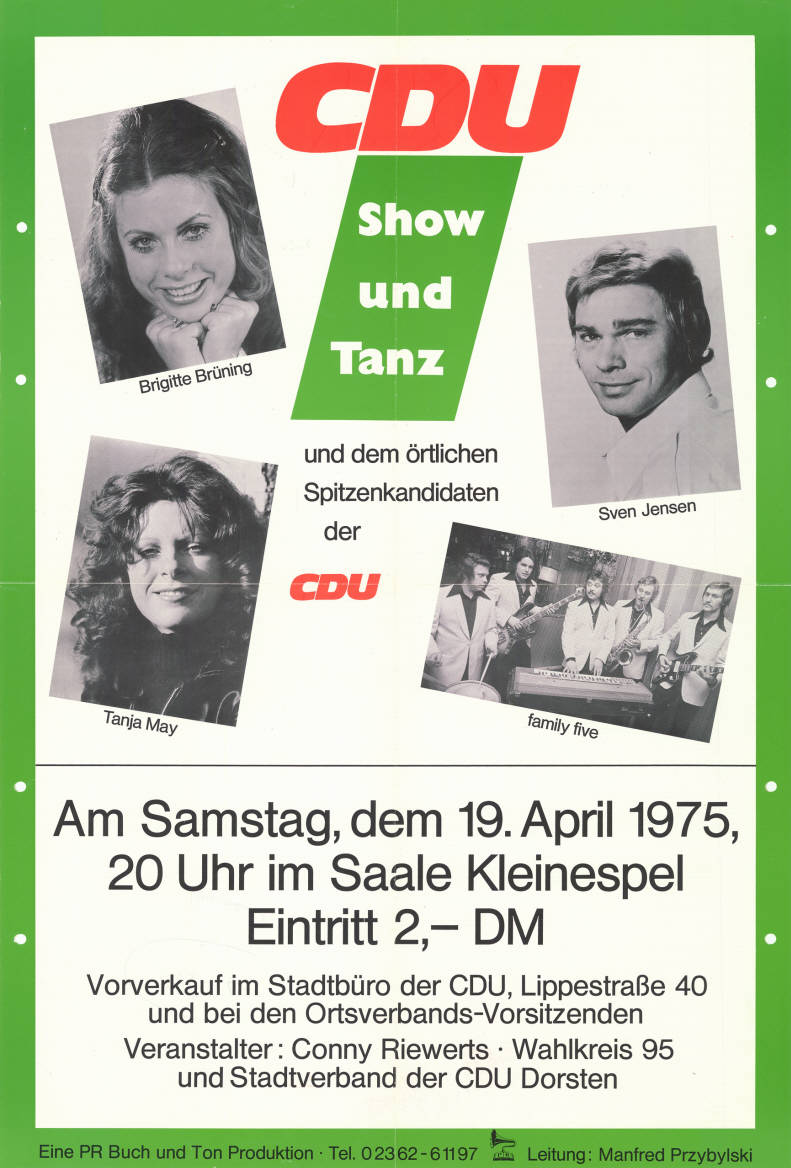
Tanja May (links unten) auf einem Veranstaltungsplakat

- Ohne Vertrauen geht es nicht (1966)
- Die Liebe ist wie ein Würfelspiel. Hey, Mr. Cadillac (1972)
- Halt mal die Sonne an (1973)
- Hey, das ist Boogie Woogie
- Tanz doch mal einen Tango mit mir (1976)
- Mal etwas Beat, mal etwas Swing (1977)
- So waren die fünfziger Jahre (1977 und 1988)
- Mexiko (1979)
- Hillbilly Joe (1982)
- Was willst du denn im wilden Westen? (1983)
- Joe aus der Piano Bar (1986)
- Spiel noch einmal diese Melodie (1987)
- Er hieß Jonathan (1989)